# Drino compacta
Drino compacta är en tvåvingeart som först beskrevs av Walker 1853.  Drino compacta ingår i släktet Drino och familjen parasitflugor. Inga underarter finns listade i Catalogue of Life.